# Paragalepsus toganus
Paragalepsus toganus är en bönsyrseart som beskrevs av Giglio-tos 1911. Paragalepsus toganus ingår i släktet Paragalepsus och familjen Tarachodidae. Inga underarter finns listade i Catalogue of Life.